# Lesák podkorní
Lesák podkorní (Silvanus unidentatus) je brouk dříve zahrnovaný do čeledi lesákovití (Cucujidae).Po provedené revizi je nově zahrnut do čeledi sylvanidae..

## Synonyma
- Colydium planum Herbst, 1797
- Ips unidentata Olivier, 1790
- Silvanus gratiosus Motschulsky, 1863
- Silvanus siculus Stierlin, 1864

## Popis
Lesák podkorní je brouk velikosti 2,5–3 mm a červenohnědé barvy. Vyskytuje se pod kůrou listnatých stromů.